# Uila
Uila (węg. Vajola) – wieś w Rumunii, w okręgu Marusza, w gminie Batoș. W 2011 roku liczyła 528 mieszkańców.